# Нетто, Лев Александрович
Лев Александрович Нетто (1 апреля 1925 — 13 сентября 2017) — участник Второй мировой войны, политический заключённый в СССР, инженер. Старший брат знаменитого футболиста Игоря Нетто (1930—1999).

## Биография
Родился 1 апреля 1925 года в Москве, в семье бывшего латышского стрелка, эстонца по происхождению Александра Нетто, предок которого в XVIII в. приехал в Российскую империю из Италии (отсюда итальянская фамилия Нетто) и работал садовником в Эстляндской губернии (Эстонская Республика с 1918) г. Назван в честь Льва Троцкого. Лев был записан в паспорте эстонцем (в отличие от брата Игоря, который назвался русским).
В 1940 году поступил в 3-ю специальную артиллерийскую школу, затем параллельно с учёбой два года работал на военном заводе. Призван в действующую армию в марте 1943 года, воевал в эстонской дивизии на территории Белоруссии в составе пулемётной команды. Затем переведён в школу партизанских кадров, оттуда попал в школу инструкторов минно-подрывного дела. В феврале 1944 года в составе отряда диверсантов десантирован в немецком тылу в Эстонии. Не имея взрывчатки и продовольствия, испытывая недостаток вооружения, отряд около месяца скрывался в сельской и лесной местности, после чего был разгромлен подразделением русских коллаборационистов. Нетто попал в плен и был передан немецкой полиции.
Несколько раз пытался бежать. Был отправлен на запад Германии, во Франкфурте-на-Майне работал на расчистке завалов после бомбардировок. 15 марта 1945 года освобождён американскими войсками. Заявил о намерении вернуться в СССР, два месяца жил у немецкой женщины, муж которой погиб на фронте. 19 мая перевезён в советскую зону оккупации. После «фильтрации» продолжал военную службу на Западной Украине. 22 февраля 1948 года, находясь в командировке в городе Ровно, арестован армейской контрразведкой по доносу сослуживца. Обвинён сначала в сотрудничестве с американской разведкой, затем — в том, что якобы убил командира и по своему желанию перешёл к немцам; пережил несколько месяцев пыточного следствия, после чего под угрозой привлечения по делу его родителей подписал требуемые показания. 22 мая судом военного трибунала приговорён по ст. 54-1 «б» УК УССР («измена Родине, совершенная военнослужащим») к 25 годам исправительно-трудовых лагерей и 5 годам поражения в правах. После кассационной жалобы большинство обвинений было снято, но приговор оставлен в силе.
По этапу через Киев, Москву и Свердловск отправлен в Красноярский пересыльный лагерь, где провел зиму 1948—1949 гг. Окончательно пересмотрев свои воззрения, в лагере вступил в подпольную организацию заключённых под названием Демократическая партия России, члены которой давали клятву «бороться за освобождение России от коммунистического ига». Затем переведен в Норильск, в Горлаг. Здесь встретился с Андреем Старостиным — знаменитым футболистом, арестованным в 1942 году, который также был членом подпольной Демократической партии.
Участвовал в подготовке побега (попытка оказалась неудачной). Работал на кирпичном заводе, токарем и др., выступал в самодеятельности. Участник восстания заключенных Горлага летом 1953 года. После восстания был переведён на лагпункт «Надежда», оттуда — на лагпункт «Купец», где многие вопросы в то время решали сами заключённые; здесь был назначен бригадиром. С конца 1953 года — на лагпункте «Западный». В середине февраля 1956 года освобождён по определению Верховного суда Союза ССР № /н-0211 от 25 января 1956 года, с применением ст. 1 и 6 указа от 17 сентября 1955 года «Об амнистии» со снятием судимости и поражения в правах. Вернулся в Москву через 13 лет после того, как ушёл оттуда в армию.
В 1958 году реабилитирован. Окончил факультет приборостроения МВТУ им. Баумана (1965), работал в Главном вычислительном центре Министерства судостроения. Участвовал в создании отраслевой автоматизированной системы управления. Поддерживал отношения с товарищами по заключению и из подпольной Демократической партии. В 1985 году награждён орденом Отечественной войны II степени.
В 2010 году подписал письмо ветеранов войны с протестом против планов мэрии «украсить» город портретами Сталина. Член партии РПР-ПАРНАС.
Автор книги воспоминаний «Клятва» (издание 2014 года: ISBN 978-5-8243-1881-4).
В 2013 году о судьбе Нетто был снят документальный фильм «Ни слова о ГУЛАГе», реж. Д.Юшманова. В 2014 году на фестивале по правам человека «Сталкер» фильм получил Спецприз верховного комиссара ООН по правам человека. (https://rgdoc.ru/news/stalker-vruchil-prizy/?sphrase_id=16369)

## Семья
Жена Лариса (с 1957 года; знакомая одного из его товарищей по заключению). Дочери Людмила и Юлия. Брат, Игорь Нетто (1930—1999), в последние годы жизни жил в его семье.

## Воспоминания
Три издания:
- Lev Netto/Лев Нетто. Oath/Клятва. Lexington, KY. 2012. 526 с. ISBN 1494336820 ISBN 978-1494336820 (печатается по заказу)
- Нетто Лев. Клятва. М.: ОнтоПринт, 2013. 445 с. ISBN 978-5-00038-035-2
- Нетто Лев. Клятва. М.: РОССПЭН, 2014. 423 с. ISBN 978-5-8243-1881-4